# Iglesia de San Miguel (Sharjah)
La Iglesia de San Miguel se localiza en Sharjah, en los Emiratos Árabes Unidos, se trata de una iglesia católica, fundada en 1971. La iglesia está actualmente dirigida por el padre Ani Xavier. La iglesia está ubicada en el área de Yarmuk en el emirato de Sharjah.
La primera Iglesia de San Miguel fue fundada en 1971 por el padre. Barnabas como una pequeña capilla cerca de la base de la fuerza aérea británica. En 1973 el Padre Barnabas se trasladó al comedor de oficiales británicos. El área de la cocina se convirtió en la casa parroquial.
Bajo la guía y el apoyo de Monseñor Bernard Gremoli una nueva iglesia fue construida por el padre Angelo Fiumicelli y su dedicado equipo. La nueva Iglesia de San Miguel fue consagrada el 2 de octubre de 1997.